# Sinai (meteoryt)
Sinai – meteoryt kamienny należący do chondrytów oliwinowo-hiperstenowych L6. Upadek meteorytu zaobserwowano 14/17 lipca 1916 roku niedaleko miejscowości Al Isma'iliyah. Z miejsca upadku zebrano 1455 g materii meteorytowej.